# ستان كلارك
ستان كلارك (بالإنجليزية: Stan Clarke)‏ هو لاعب كرة قاعدة أمريكي، ولد في 9 أغسطس 1960 في توليدو في الولايات المتحدة.

## وصلات خارجية
- ستان كلارك على موقعبيزبول رفرنس.كوم (الدوري الرئيسي) (الإنجليزية)
- ستان كلارك على موقعبيزبول رفرنس.كوم (الدوري الثانوي) (الإنجليزية)
- ستان كلارك على موقع مشجعي الرسوم البيانية (الإنجليزية)